# Promortyus
"Promortyus" er den syvende episode den fjerde sæson af Adult Swims tegnefilmserie Rick and Morty. Den er skrevet af James Siciliano og instrueret af Jacob Hair, og afsnittet havde premiere den 3. maj 2020. Titlen refererer til Prometheus fra Alien-serien, og handlingen ligner på flere punkter denne film. Glorzo-alienen er også inspireret af DC Comics skurk Starro.
Rick og Morty genvinder bevidstheden og finder ud af at de har haft en alien siddende på ansigtet kaldet Glorzo. De har ingen erindring om, hvad der er foregået, mens den har siddet over deres ansigt, og de bruger RIcks opfindelser til at se ind i erindringerne på den døde Glorzo.
Afsnittet blev set af ca. 1,34 mio. personer ved første visning.